# Deasker
Deasker, en gaélique écossais Deasgeir, est un récif du Royaume-Uni situé en Écosse, dans les îles Monach,.